# Partei der Arbeitswilligen und Sozial Schwachen
Die Partei der Arbeitswilligen und Sozial Schwachen - Antidiskriminierungsverband (Kurzbezeichnung: PASS) war eine deutsche Kleinpartei.

## Geschichte
Die Partei wurde am 13. August 1993 von ehemaligen SPD-Mitgliedern als Arbeitslosenpartei Berlin gegründet. Auf dem Parteitag am 24. Februar 1994 wurde der Name in „Partei der Arbeitslosen und Sozial Schwachen (PASS)“ geändert. Ab 1996 erfolgte die Bezeichnung unter „Partei für Arbeit und soziale Sicherheit/Partei der Arbeitslosen und Sozial Schwachen“ und ab 1. Oktober 1998 wieder als „Partei der Arbeitslosen und Sozial Schwachen (PASS)“. 1998 gab es ca. 700 Mitglieder. Ab 2008 erfolgte die erneute Namensänderung in „Partei der Arbeitswilligen und Sozial Schwachen“. Die Partei verstand sich hauptsächlich als Sammelbecken für Arbeitslose und galt als Protestpartei. Sie gliederte sich in den Bundesverband und einen Landesverband Berlin. Seit 2009 sind keine Parteiaktivitäten mehr bekannt.

## Parteivorsitzende
| Zeitraum  | Name            |
| 1993–1998 | Andreas Lüdecke |
| 1998–2000 | Frank Knüppel   |
| 2000–?    | Peter Martin    |

## Wahlergebnisse
Die Partei nahm an den Bundestagswahlen 1994 und 1998 teil und erzielte jeweils 0,0 %. Zur Bundestagswahl 2009 durfte die Partei nicht antreten, da der Bundeswahlausschuss die Parteieigenschaft verneinte.
Bei den Europawahlen trat sie 1994 und 1999 an und erreichte 0,4 % bzw.
0,3 %.

### Landtagswahlen
| Wahljahr | Berlin | Bremen | Hessen | Mecklenburg-Vorpommern |
| -------- | ------ | ------ | ------ | ---------------------- |
| 1994     |        |        |        | 0,5 %                  |
| 1995     | 0,6 %  | 0,2 %  |        |                        |
| 1999     | 0,5 %  |        | 0,1 %  |                        |
| 2006     | 0,2 %  |        |        |                        |

Die Kandidatur bei der Wahl zum Abgeordnetenhaus von Berlin 2006 war ihre letzte Wahlteilnahme.